# La Samaritaine

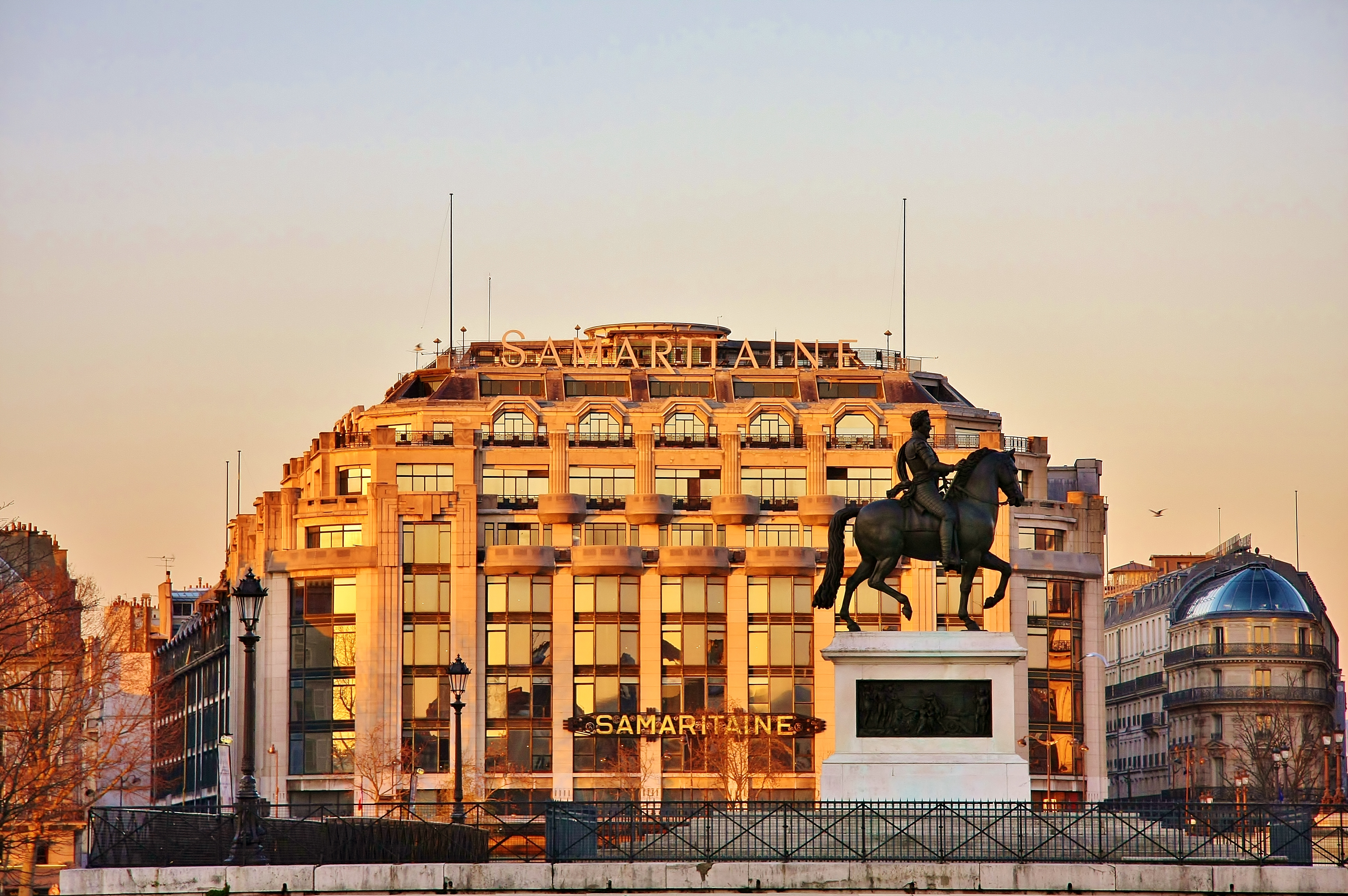
La Samaritaine

La Samaritaine – dom towarowy w Paryżu, nad Sekwaną, tuż za Luwrem.
Budynek został wzniesiony w 1903 roku w stylu secesyjnym. Wnętrze charakteryzuje się bogatą gamą organicznych form witraży, malowanych schodów i żeliwnych balkonów oraz kafelkowych paneli ściennych z motywami kwiatowymi. Na tarasie na 11. piętrze znajduje się kawiarnia z przepięknym widokiem.
Dom towarowy został założony przez rodzinę Cognacq-Jay, która przekazywała duże sumy pieniędzy na cele humanitarne i była również wielkim miłośnikiem sztuki. Dzieła można podziwiać w Muzeum Cognacq-Jay przy rue Elzévir. La Samaritaine jest obecnie własnością firmy LVMH.